# Eystri-Rangá
Eystri-Rangá – rzeka w południowej Islandii, prawy dopływ rzeki Þverá. Jej źródła znajdują się wyżynnej części Islandii na północ od lodowca Mýrdalsjökull. Płynie w kierunku południowo-zachodnim. Uchodzi do Þverá około 7 km na wschód od miejscowości Hvolsvöllur. 
Jej górny i środkowy odcinek znajdują się na terenie gminy Rangárþing ytra, natomiast w dolnym biegu stanowi granicę między gminą Rangárþing ytra i Rangárþing eystra.
W jej dolnym biegu przecina ją droga krajowa nr 1. Pierwszy most nad rzeką zbudowano w 1914 roku, a drugi w 1969 roku.
Razem z biegnącą równolegle rzeką Ytri-Rangá należy do najbardziej popularnych łowisk łososia na wyspie.